# 홍콩 미니버스

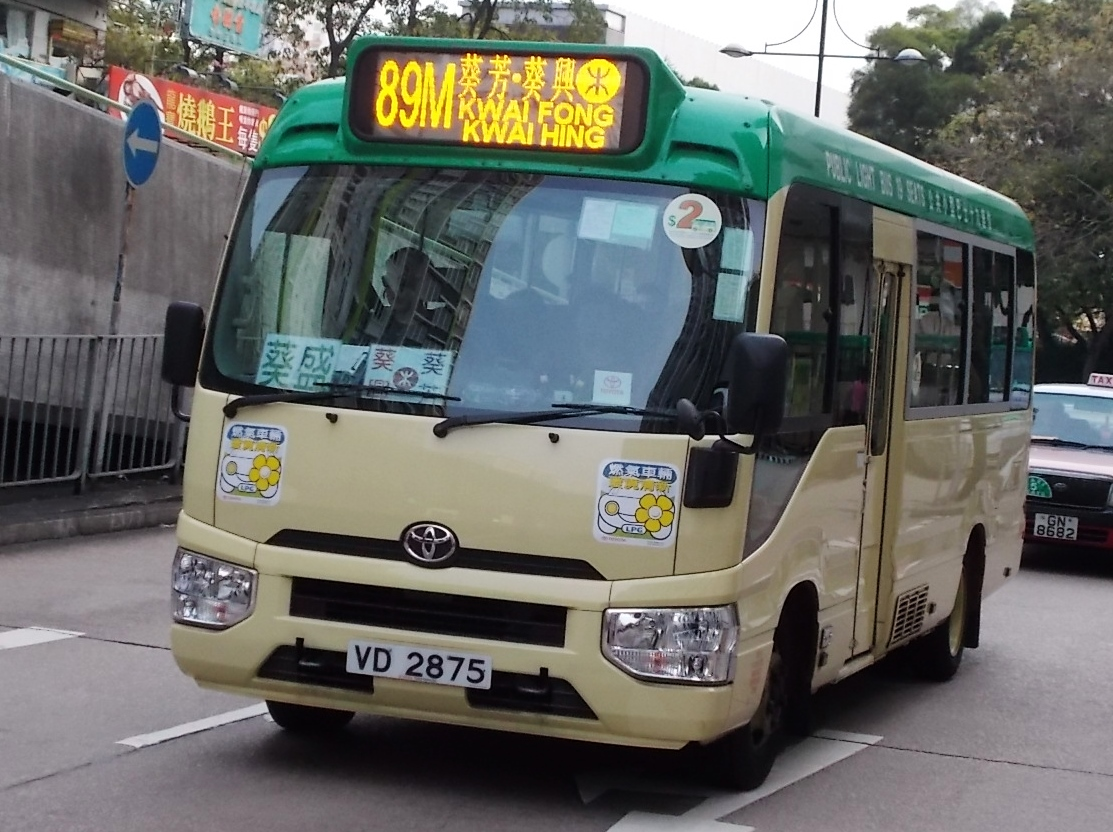
홍콩 미니버스

홍콩 미니버스(중국어: 公共小型巴士, 병음: Gōnggòng xiǎoxíng bāshì)는 홍콩의 버스 교통 체제이다.

## 같이 보기
- 홍콩의 교통
  - 홍콩의 버스
- 승합차
- 미니버스
- 승합 택시